# Achias melinus
Achias melinus är en tvåvingeart som beskrevs av Mcalpine 1994. Achias melinus ingår i släktet Achias och familjen bredmunsflugor. Inga underarter finns listade i Catalogue of Life.